# 三原村 (島根県)
三原村（みはらむら）は、島根県邑智郡にあった村。現在の大田市、邑智郡川本町の一部にあたる。

## 地理
- 河川：木谷川[1]

## 歴史
- 1889年（明治22年）4月1日、町村制の施行により、邑智郡南佐木村、三原村、田窪村が合併して村制施行し、三原村が発足[1][2]。
- 1915年（大正4年）12月、三原郵便局開設[1]。
- 1947年（昭和22年）8月1日、邇摩郡八代村の大字北佐木を編入[1][2]。
- 1955年（昭和30年）4月1日、邑智郡川本町・川下村・三谷村、邇摩郡大代村と合併し、邑智郡川本町を新設して廃止された[1][2]。
- 1958年（昭和33年）11月1日、川本町の大字北佐木の一部が大田市に編入された[3]。

### 地名の由来
北佐木、南佐木、下佐木を大三原と称したことによる。